# تنجيم زراعي

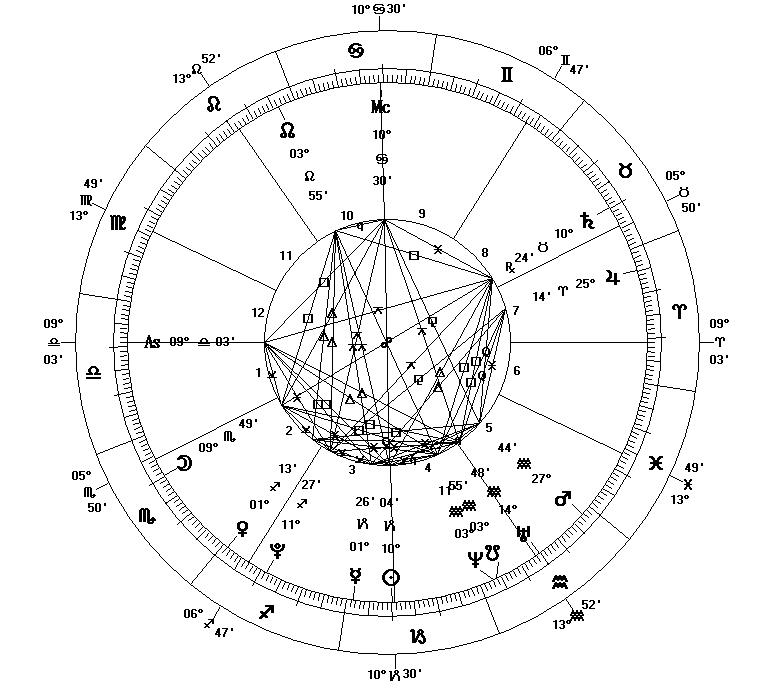

التنجيم الزراعي هو نوع من التنجيم الانتقائي الذي يستخدم كدليل لبدء غرس المحاصيل وزراعتها وحصدها اعتمادًا على أدوار القمر والأبراج الفلكية وغالبًا ما يشار إلى التنجيم الزراعي باسم «الغرس حسب الأبراج» نظرًا لاعتماده على الأبراج الفلكية التي تُعتبر علامة لبدء الغرس والزراعة والحصاد.
ويعرض الكتاب المرجعي تقويم الفلاحين القدامى (Old Farmer's Almanac) بشكل منتظم القسم الخاص بالحديث عن «الغرس حسب الأبراج».

## معلومات تاريخية
يعتبر التنجيم الزراعي واحدًا من أقدم أشكال التنجيم. وربما كان أول استخدام لهذا العلم اعتمد البشر من خلاله على مراقبة أدوار القمر. ويرجع دليل استخدام هذه الممارسة إلى آلاف السنوات إلى الشعوب القديمة المتواجدة في وديان الأنهار عند النيل والفرات. وقد كان المزارعون من هذه الحضارات يقومون بالغرس اعتمادًا على دور القمر وعلامة الأبراج الخاصة به. ومع ذلك، لم يتوفر دليل علمي يثبت الآثار المفيدة للبستنة التي تتم باستخدام الطرق التنجيمية. وقد تم إجراء بعض الدراسات بخصوص هذا النوع من التنجيم ولكن «لم يبت العلم الحديث في ذلك بالإثبات أو النفي القاطع».

## استخدامات أخرى
على الرغم من استخدام التنجيم الزراعي في المقام الأول كدليل يُهتدى به لزراعة المحاصيل، إلا أنه يطبق كذلك على تربية الحيوانات. فعلى سبيل المثال، يشجع التنجيم الزراعي مربي الدواجن على تجهيز بيض الدجاج للفقس عندما يكون القمر في طور المحاق وعندما يحمل علامة «إخصاب»؛ حيث يزعم أن الفراخ التي تفقس خلال هذا الوقت تنمو بشكل أسرع وتنتج مزيدًا من الفراخ.

## وصلات خارجية
- Lunar Gardening & Biodynamics
- Moon Calendar - Koanga Institute
- Guide to planting by the moon